# Obični božur
Obični božur (ljekoviti božur, divlji božur, lat. Paeonia officinalis)  zeljasta je biljka iz porodice božurovki (Paeoniaceae).

## Opis biljke
Biljka ima okrugle stabljike s prstasto razdijeljenim listovima. Korijen je trajan s nekoliko gomolja. Dva do tri priljubljena tobolca s dlakavom prevlakom sačinjavaju plod, sa sjemenom crvene boje koje zrenjem mijenja boju u crno.

## Rasprostranjenost
Raste po čitavoj južnoj Europi, a široko je rasprostranjen nekim vrstama po vrtovima.

## Ljekoviti dio biljke
Čitava je biljka otrovna, pogotovo cvjetovi. Od biljke se sabire svježi korijen, koji sušenjem gubi svoj odvratni okus i miris.

## Ljekovito djelovanje
U pučkoj medicini korijen božura rabi se kao lijek protiv žutice, bolesti bubrega i mjehura.